# 中国卒中学会
中国卒中学会是中华人民共和国卒中防治工作者组成的群众性学术团体，是中国科学技术协会主管的社会团体，2015年1月在北京市成立。